# Neuberg Highlanders
Die Neuberg Highlanders sind eine österreichische Eishockeymannschaft aus Neuberg an der Mürz, Steiermark, die in der European Women’s Hockey League spielt.

## Geschichte
Der EHV Neuberg wurde 2000 unter Franz Rojak, dem ersten Trainer der Highlanders, gegründet und betrieb zunächst ein Herrenteam sowie Nachwuchsarbeit. 2003 wurde eine Abteilung für Fraueneishockey gegründet. Ab 2003 nahm diese an der II. Division der Dameneishockey-Bundesliga teil und erreichte den 2004 den letzten und 2005 den dritten Tabellenrang. Daraufhin stieg der Verein zur Saison 2005/06 in die Bundesliga (DEBL) auf und erreichte 2007 den dritten Platz. Ab 2005 war Otto Gracner Trainer des Frauenteams.
Auch in der Saison 2007/08 erreichten die Highlanders die Play-offs, verloren aber das entscheidende Spiel um Platz drei gegen die Gipsy Girls Villach. 2008 wurde die Herrenmannschaft des Vereins aufgelöst, so dass der EHV Neuberg ein reiner Fraueneishockey-Verein wurde. Während der Saison 2008/09 übernahm Inguna Lukašēvica das Training als Spielertrainerin. Sie verließ den Verein im Mai 2010 und wurde von Werner Kerth abgelöst. Am Ende der Saison 2010/11 wurden die Highlanders mit elf Punkten Vorsprung auf den Zweitplatzierten Meister in der DEBL.
In der folgenden Spielzeit konnte auch die zweite Mannschaft erste Erfolge erringen, als diese die Meisterschaft der 2. Bundesliga (DEBL 2) gewann. Zudem gewann die erste Mannschaft erneut die DEBL und scheiterte in der Serie um Platz drei der Staatsmeisterschaft an den DEC Salzburg Eagles. Die Highlanders erreichten diese Erfolge – bei einem Durchschnittsalter von 15,5 für die erste und 13,5 Jahren für die zweite Mannschaft – mit den jüngsten Bundesligamannschaften der Geschichte des österreichischen Fraueneishockeys. Einige Spielerinnen der Highlanders gehörten zudem den Teilnehmern der Olympischen Jugend-Winterspiele 2012.
Seit 2013 nimmt der Klub regelmäßig mit seiner ersten Mannschaft an der European Women’s Hockey League teil und erreichte 2014 das Play-off-Finale der Liga. In den folgenden  Jahren belegten die Highlanders meist hinter Plätze und zogen sich 2019 in die Bundesliga zurück. 2020 wurden sie DEBL-Meister und kehrten 2021 in die EWHL zurück.

## Erfolge
- 2005 3. Platz in der II. Division
- 2007 3. Platz in der DEBL
- 2009 Vizemeister der DEBL; 1. Platz Landesliga
- 2010 3. Platz bei der österreichischen Staatsmeisterschaft
- 2011 Meister der DEBL (1. Mannschaft)
- 2012 Meister der DEBL (1. Mannschaft)
- 2012 Meister der DEBL 2 (2. Mannschaft)
- 2014 2. Platz EWHL
- 2015–2018 3. Platz der österreichischen Staatsmeisterschaft
- 2020 Meister der DEBL (1. Mannschaft)